# Kůň

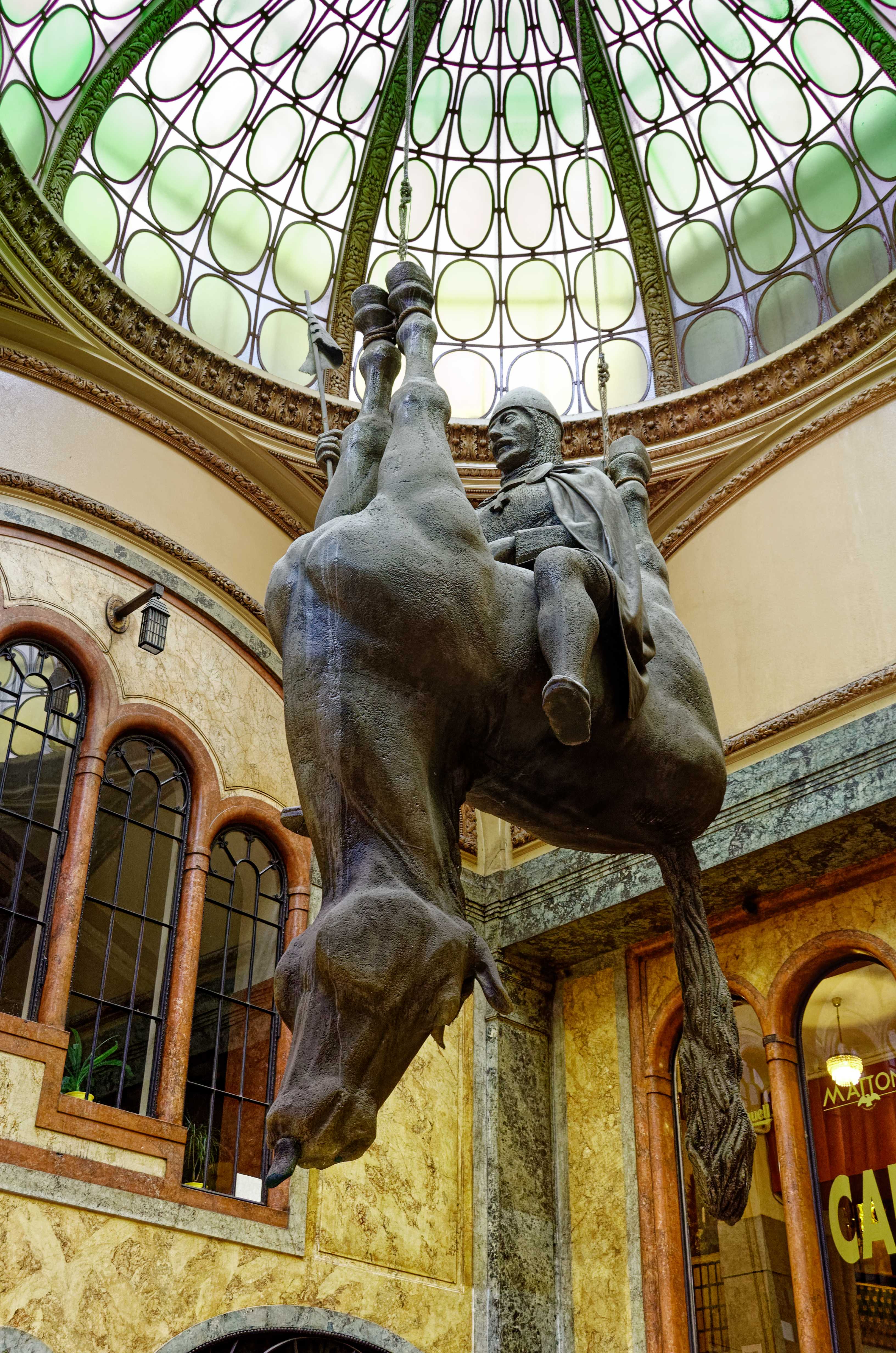
Kůň par sculpteur tchèque David Černý.

Le Kůň ou « Cheval » est une œuvre réalisée par sculpteur tchèque David Černý en 1999. Elle orne le passage du palais Lucerna, à Prague, en République tchèque.

## Localisation
La sculpture est située sous la coupole du palais Lucerna, une galerie marchande qui est également un des chefs-d’œuvre de l’Art nouveau à Prague. 

## Description
La sculpture représente un cavalier monté sur le ventre d'un cheval renversé, tient un étendard dans sa main droite. Le cheval est immobile. L'ensemble ne repose sur aucun socle : il est en hauteur, attaché par des cordes au plafond de la coupole.
Ce Cheval est marqué d'un « relent très tchèque de surréalisme représente le saint-roi tchèque, Venceslas, tel qu'il est représenté sur la place Venceslas, dans une statue équestre connue de tous les Pragois »,, mais son cheval, mort, est suspendu par les pattes au plafond du dôme de la galerie et Venceslas, l'air de rien, continue de manifester sa superbe de souverain fondateur du pays, assis sur le ventre de son peu fier destrier. 

## Autour de l’œuvre
Pendant toute la période soviétique, la statue équestre de saint Venceslas a été une source de fierté nationale pour les Tchèques. De nos jours, elle fait partie des cibles de l'humour irrévérencieux des Tchèques. Cette œuvre peut être considérée comme une parodie de celle de la place Venceslas.